# Anthony Wilding
Pour les articles homonymes, voir Wilding.
Anthony « Tony » Frederick Wilding, né le 31 octobre 1883 à Christchurch, et mort au combat le 9 mai 1915 à Neuve-Chapelle, en France, est un joueur de tennis néo-zélandais, considéré comme le meilleur joueur de tennis au monde de  1911 à 1913, avant le déclenchement de la Première Guerre mondiale.

## Biographie
Formé à Cambridge, Anthony Wilding exerce la fonction d'avocat plaidant. En plus du tennis, il joue très bien au cricket. Il est pendant quelque temps le conjoint de la comédienne Maxine Elliott. Au cours de ses années à l'université, il joue en double mixte avec Bessie Te Wenerau Grace.
Il remporte Wimbledon quatre fois en simple et quatre fois en double, et en Australie deux fois en simple et une fois en double. Il remporte également la Coupe Davis avec l'Australasie à quatre reprises, en 1907, 1908, 1909 et 1914.
Il est probablement le meilleur joueur du monde en 1911 et 1912 et sans contestation possible le no 1 mondial en 1913 après avoir remporté les trois championnats du monde, sur herbe (Wimbledon), sur terre battue au Stade français à Saint-Cloud en proche banlieue parisienne et sur courts couverts (probablement sur bois, la surface la plus rapide jamais utilisée pour des courts de tennis) au Queen's Club à Londres.
Il s'engage lors de la Première Guerre mondiale dans les Royal Marines au sein de la Navy. Anthony Frederick Wilding meurt le 9 mai 1915 au front, en Flandre française (Pas-de-Calais), dans le « désastre » de la bataille de la crête d'Aubers, à l'issue duquel 11 000 hommes des forces britanniques sont tués ou portés disparus en une journée de combat. Mis en terre près de Neuve-Chapelle après la bataille, son corps est exhumé et transféré au cimetière militaire de la rue des Berceaux à Richebourg-l'Avoué situé près du Touret Memorial.
Il fait partie des trois joueurs de l'histoire du tennis qui ont dû jouer 8 matchs (au lieu de 7 généralement) pour remporter un tournoi du Grand Chelem. 
Parcours à Wimbledon en 1910 : victoires sur Herbert Barrett (4-6, 6-4, 6-1, 6-4), J. B. Ward (6-1, 6-0, 6-0), George Ritchie (6-2, 6-3, 5-7, 6-2), Roderick McNair (6-0, 6-0, 6-0), Otto Froitzheim (6-1, 6-1, 6-2), James Cecil Parke (7-5, 6-1, 6-2) et Beals Wright (4-6, 4-6, 6-3, 6-2, 6-3) en finale. Dans le challenge round, il bat Arthur Gore (6-4, 7-5, 4-6, 6-2).
Il est membre de l'International Tennis Hall of Fame depuis 1978 et du New Zealand Sports Hall of Fame (en).

## Palmarès (principaux tournois)

### Titres en simple
|    | Date       | Nom et lieu du tournoi                   | Catégorie    | Surface      | Finaliste          | Score                   | Tableau |
| -- | ---------- | ---------------------------------------- | ------------ | ------------ | ------------------ | ----------------------- | ------- |
| 1  | 26/12/1906 | Australasian Championships, Christchurch | Grand Chelem | Gazon        | Francis Fisher     | 6-0, 6-4, 6-4           | Tableau |
| 2  | 1907       | Queen's Club Championships, Londres      |              | Gazon        | Josiah Ritchie     | 6-2, 6-1, 6-0           | Tableau |
| 3  | 1908       | Tournoi de Monte-Carlo, Monte-Carlo      |              | Terre battue | Wilberforce Eaves  | 6-3, 2-6, 6-3, 4-6, 6-0 | Tableau |
| 4  | /11/1909   | Australasian Championships, Perth        | Grand Chelem | Gazon        | Ernie Parker       | 6-1, 7-5, 6-2           | Tableau |
| 5  | 1910       | Queen's Club Championships, Londres      |              | Gazon        | Josiah Ritchie     | 6-4, 6-3, 2-0, ab.      | Tableau |
| 6  | 20/06/1910 | The Championships, Wimbledon             | Grand Chelem | Gazon        | Arthur Gore        | 6-4, 7-5, 4-6, 6-2      | Tableau |
| 7  | 1911       | Tournoi de Monte-Carlo, Monte-Carlo      |              | Terre battue | Max Decugis        | 5-7, 1-6, 6-3, 6-0, 6-1 | Tableau |
| 8  | 1911       | Queen's Club Championships, Londres      |              | Gazon        | Alfred Beamish     | 7-5, 6-2, 6-3           | Tableau |
| 9  | 26/06/1911 | The Championships, Wimbledon             | Grand Chelem | Gazon        | Herbert Barrett    | 6-4, 4-6, 2-6, 6-2, ab. | Tableau |
| 10 | 1912       | Tournoi de Monte-Carlo, Monte-Carlo      |              | Terre battue | C. Moore           | 6-3, 6-0, 6-0           | Tableau |
| 11 | 1912       | Queen's Club Championships, Londres      |              | Gazon        | Otto Froitzheim    | Forfait                 | Tableau |
| 12 | 24/06/1912 | The Championships, Wimbledon             | Grand Chelem | Gazon        | Arthur Gore        | 6-4, 6-4, 4-6, 6-4      | Tableau |
| 13 | 1913       | Tournoi de Monte-Carlo, Monte-Carlo      |              | Terre battue | Félix Poulin       | 6-0, 6-2, 6-1           | Tableau |
| 14 | 23/06/1913 | The Championships, Wimbledon             | Grand Chelem | Gazon        | Maurice McLoughlin | 8-6, 6-3, 10-8          | Tableau |
| 15 | 1914       | Tournoi de Monte-Carlo, Monte-Carlo      |              | Terre battue | Gordon Lowe        | 6-2, 6-3, 6-2           | Tableau |

### Finales en simple messieurs
|   | Date       | Nom et lieu du tournoi       | Catégorie    | Surface      | Vainqueur      | Score         | Tableau |
| - | ---------- | ---------------------------- | ------------ | ------------ | -------------- | ------------- | ------- |
| 1 | 1905       | Poseldorf Cup, Hambourg      |              | Terre battue | Josiah Ritchie | 8-6, 7-5, 8-6 | Tableau |
| 2 | 22/06/1914 | The Championships, Wimbledon | Grand Chelem | Gazon        | Norman Brookes | 6-4, 6-4, 7-5 | Tableau |

### Titres en double
|   | Date       | Nom et lieu du tournoi                  | Catégorie    | Surface | Partenaire     | Finalistes                    | Score              | Tableau |
| - | ---------- | --------------------------------------- | ------------ | ------- | -------------- | ----------------------------- | ------------------ | ------- |
| 1 | 26/12/1906 | Australasian Championships Christchurch | Grand Chelem | Gazon   | Rodney Heath   | C.C. Cox Harry Parker         | 6–2, 6–4, 6–2      | Tableau |
| 2 | 24/06/1907 | The Championships Wimbledon             | Grand Chelem | Gazon   | Norman Brookes | Karl Howell Behr Beals Wright | 6-4, 6-4, 6-2      | Tableau |
| 3 | 22/06/1908 | The Championships Wimbledon             | Grand Chelem | Gazon   | Josiah Ritchie | Arthur Gore Herbert Barrett   | 6-1, 6-2, 1-6, 9-7 | Tableau |
| 4 | 20/06/1910 | The Championships Wimbledon             | Grand Chelem | Gazon   | Josiah Ritchie | Arthur Gore Herbert Barrett   | 6-1, 6-1, 6-2      | Tableau |
| 5 | 22/06/1914 | The Championships Wimbledon             | Grand Chelem | Gazon   | Norman Brookes | Herbert Barrett Charles Dixon | 6-1, 6-1, 5-7, 8-6 | Tableau |

### Finales en double
|   | Date       | Nom et lieu du tournoi            | Catégorie    | Surface | Vainqueurs                   | Partenaire     | Score                   | Tableau |
| - | ---------- | --------------------------------- | ------------ | ------- | ---------------------------- | -------------- | ----------------------- | ------- |
| 1 | 07/12/1908 | Australasian Championships Sydney | Grand Chelem | Gazon   | Fred Alexander Alfred Dunlop | G.G. Sharp     | 6-3, 6-2, 6-1           | Tableau |
| 2 | /11/1909   | Australasian Championships Perth  | Grand Chelem | Gazon   | J.Keane Gerald Patterson     | Tom Crooks     | 1-6, 6-1, 6-1, 9-7      | Tableau |
| 3 | 26/06/1911 | The Championships Wimbledon       | Grand Chelem | Gazon   | André Gobert Max Decugis     | Josiah Ritchie | 9-7, 5-7, 6-3, 2-6, 6-2 | Tableau |

### Titres en double mixte
aucun

### Finale en double mixte
|   | Date       | Nom et lieu du tournoi      | Catégorie    | Surface | Vainqueurs                               | Partenaire           | Score         | Tableau |
| - | ---------- | --------------------------- | ------------ | ------- | ---------------------------------------- | -------------------- | ------------- | ------- |
| 1 | 22/06/1914 | The Championships Wimbledon | Grand Chelem | Gazon   | Ethel Thomson Larcombe James Cecil Parke | Marguerite Broquedis | 4-6, 6-4, 6-2 | Tableau |